# Számítástechnikai kabalafigurák listája
Ez a szócikk a számítástechnikai kabalafigurákat tartalmazza. Egy kabalafigura általánosságban lehet bármely állat vagy tárgy, melyet szerencsehozó vagy bármilyen más tulajdonsággal ruháznak fel, és amely egy csoport közösségi identitását hivatott megjeleníteni. A számítástechnikában meghonosodott kabalafigurák reprezentálhatnak szoftvert, hardvert, projektet, vagy bármely más közösségi identitást, mely ezek mögött áll.
A kollaboratív szoftverfejlesztési projekteken belül a kabalafigurákat széleskörűen használják - nem-jogvédett szimbólumként - a közösségen belül. Ezzel ellentétben például egy logó sokkal szigorúbb védelmet élvez.
|  |
|  |
|  |

|  |
|  |

## Fordítás
Ez a szócikk részben vagy egészben  a   List of computing mascots című angol Wikipédia-szócikk fordításán alapul.  Az eredeti cikk szerkesztőit annak laptörténete sorolja fel. Ez a jelzés csupán a megfogalmazás eredetét és a szerzői jogokat jelzi, nem szolgál a cikkben szereplő információk forrásmegjelöléseként.